# Vioménil
Vioménil är en kommun i departementet Vosges i regionen Grand Est (tidigare regionen Lorraine) i nordöstra Frankrike. Kommunen ligger i kantonen Bains-les-Bains som tillhör arrondissementet Épinal. År 2022 hade Vioménil 153 invånare.

## Befolkningsutveckling
Antalet invånare i kommunen Vioménil
| Referens: INSEE |